# Royal Rumble (2018)
Royal Rumble (2018) là một sự kiện dành cho các đô vật chuyên nghiệp được tính phí theo số tiền trả cho mỗi lượt xem. Sự kiện được tổ chức bởi Công ty đô vật giải trí thế giới (WWE) vào ngày 28 tháng 1 năm 2018 tại Trung tâm Wells Fargo ở Philadelphia, Pennsylvania. Đây là sự kiện Royal Rumble lần thứ 31, một phần của "Tứ Đại" của công ty, là sự kiện lâu đời nhất và có uy tín lớn nhất xuất hiện mỗi năm. Các chương trình liên kết là Raw và SmackDown.
Các sự kiện chính là sự kiện của buổi tối là Royal Rumble 30 người đấu với nhau, một trận chiến hoàng gia giữa 30 đô vật trong chiến đấu, nét đặc biệt của trò chơi là họ ban đầu chỉ là hai đô vật, và một người đăng ký mới đến lúc kết thúc của một thời gian định trước (thường là 30 phút), và điều này thường xuyên cho đến khi tất cả người tham gia đã nhập cảnh.. Giống như trận đánh hoàng gia tiêu chuẩn, một ứng cử viên sẽ bị loại nếu sau khi bị đẩy khỏi vòng dây thứ ba (cao nhất), và cả hai chân chạm đất. Người thắng cuộc mới nhất là Randy Orton, người đã từng đứng ở vị trí thứ 23 và cũng đã giành được nó lần thứ hai với 30 người trong số những người chiến đấu ở Royal Rumble sau năm 2009.
Lưu ý một sự thay đổi tuyệt vời mà sẽ diễn ra trong sự kiện này: Đây là lần đầu tiên trong lịch sử  trận đấu 30 phụ nữ Royal Rumble  sẽ được tổ chức là các tính năng chính của  sự kiện. Trong trận đấu, 30 "nữ hoàng" sẽ cạnh tranh trong một khuôn khổ và quy tắc tương tự, cho một mục đích tương tự: cuộc chiến của vainqueresse sẽ nhận được danh hiệu quyền quyết định vô địch trong sự kiện WrestleMania 34, đến cuối tháng 3 năm 2018.

## Trận đấu
| #                                                                      | Trận đấu                                                                                | Quy định (s) | thời gian |
| ---------------------------------------------------------------------- | --------------------------------------------------------------------------------------- | --- | --------- |
| Pré-show                                                               | Thách thức Mở rộng của Nhà vô địch Hoa Kỳ Bobby Roode                                   | Trận đấu đơn cho Chức vô địch Hoa Kỳ |           |
| Pré-show                                                               | Câu lạc bộ (Luke Gallows và Karl Anderson) vs The Revival (Dash Wilder và Scott Dawson) | Dấu đồng đội |           |
| Pré-show                                                               | Kalisto, Lince Dorado & Gran Metalik vs TJP, Jack Gallagher & Drew Gulak                | Trận đấu đồng đội 6 người |           |
| 1                                                                      | Brock Lesnar (c) (với Paul Heyman) vs Roman Reigns                                      | Trận đấu 2 bên cho WWE Universal Championship |           |
| 2                                                                      | Trận Royal Rumble                                                                       | Trận đấu 30 người Royal Rumble nam trong đó người chiến thắng sẽ được 1 trận tranh đai WWE Championship HOẶC WWE Universal Championship, tại WrestleMania 34                    |           |
| 3                                                                      | Trận đấu 30 người Royal Rumble nữ                                                       | Trận đấu 30 người Royal Rumble nữ trong đó người chiến thắng sẽ được 1 trận tranh đai WWE Raw Women's Championship HOẶC WWE SmackDown Women's Championship, tại WrestleMania 34 |           |
| 4                                                                      | AJ Styles (c) chạm trán Kevin Owens và Sami Zayn                                        | Trận đấu 1 chấp 2 cho WWE Championship |           |
| 5                                                                      | Seth Rollins và Jason Jordan (c) chạm trán The Bar (Cesaro và Sheamus)                  | Match par équipe pour le WWE Raw Tag Team Championship |           |
| 6                                                                      | The Usos (Jey và Jimmy Uso) (c) chạm trán Shelton Benjamin và Chad Gable                | Trận đấu đồng đội 2 chấp 3 cho WWE SmackDown Tag Team Championship |           |
| (c) – có nghĩa là nhà vô địch bảo vệ danh hiệu của mình trong trận đấu |                                                                                         | |           |

### Trận Royal Rumble (nam)
– Cho biết một siêu sao của Raw
     – Cho biết một siêu sao của SmackDown Live
     – Cho biết một siêu sao của NXT
     – Cho biết một siêu sao tự do
     – Cho biết một siêu sao không phải là một phần của một danh sách cụ thể.
| Tên               | Thông báo, ngày                            |
| ----------------- | ------------------------------------------ |
| Elias             | 18 tháng 12 năm 2017 tại Raw               |
| Randy Orton       | 26 tháng 12 năm 2017 tại SmackDown         |
| Shinsuke Nakamura | 26 tháng 12 năm 2017 tại SmackDown         |
| John Cena         | Trên WWE Twitter. Ngày 1 tháng 1 năm 2018  |
| Finn Balor        | 1 tháng 1 năm 2018 tại Raw                 |
| Baron Corbin      | 2 tháng 1 năm 2018 tại SmackDown           |
| Matt Hardy        | 8 tháng 1 năm 2018 tại Raw                 |
| Bray Wyatt        | 8 tháng 1 năm 2018 tại Raw                 |
| Rusev             | 9 tháng 1 năm 2018 tại SmackDown Live      |
| Aiden English     | 9 tháng 1 năm 2018 tại SmackDown Live      |
| Apollo Crews      | 15 tháng 1 năm 2018 tại Raw                |
| Titus O'Neil      | 15 tháng 1 năm 2018 tại Raw                |
| The Miz           | 22 tháng 1 tại Raw                         |
| Tye Dillinger     | 23 tháng 1 năm 2018 tại SmackDown Live     |
| Kofi Kingston     | 23 tháng 1 năm 2018 tại SmackDown Live     |
| Xavier Woods      | 23 tháng 1 năm 2018 tại SmackDown Live     |
| Big E             | 23 tháng 1 năm 2018 tại SmackDown Live     |
| Roman Reigns      | Trên WWE Twitter. Ngày 27 tháng 1 năm 2018 |

### Trận Royal Rumble (nữ)
| Tên           | Thông báo                               |
| ------------- | --------------------------------------- |
| Naomi         | 19 tháng 12 năm 2017 tại SmackDown =    |
| Asuka         | 25 tháng 12 năm 2017 tại Raw            |
| Ruby Riott    | 26 tháng 12 năm 2017 tãi SmackDown Live |
| Natalya       | 26 tháng 12 năm 2017 tãi SmackDown Live |
| Sonya Deville | 1 tháng 1 năm 2018 tại Raw              |
| Mandy Rose    | 1 tháng 1 năm 2018 tại Raw              |
| Sasha Banks   | 1 tháng 1 năm 2018 tại Raw              |
| Bayley        | 1 tháng 1 năm 2018 tại Raw              |
| Carmella      | 2 tháng 1 năm 2018 tại SmackDown Live   |
| Tamina        | 2 tháng 1 năm 2018 tại SmackDown Live   |
| Lana          | 2 tháng 1 năm 2018 tại SmackDown Live   |
| Liv Morgan    | 2 tháng 1 năm 2018 tại SmackDown Live   |
| Sarah Logan   | 2 tháng 1 năm 2018 tại SmackDown Live   |
| Nia Jax       | 8 tháng 1 năm 2018 tại Raw              |
| Mickie James  | 8 tháng 1 năm 2018 tại Raw              |
| Becky Lynch   | 9 tháng 1 năm 2018 tại SmackDown Live   |
| Dana Brooke   | 15 tháng 12018 tại Raw                  |
| Alicia Fox    | 15 tháng 12018 tại Raw                  |

## Bài Viết Liên Quan
- Royal Rumble
- Trận Royal Rumble
- Danh sách những sự kiện pay-per-view của WWE